# Spice Engineering
Spice Engineering (Spike Racing) – były brytyjski konstruktor samochodów wyścigowych oraz zespół wyścigowy założony przez kierowcę wyścigowego Gordona Spice'a i jego brata Dereka Spice'a w 1980 roku. Jako konstruktor ekipa rozpoczęła działalność w 1986 roku.
W pierwszych latach działalności ekipa dołączyła do stawki World Sportscar Championship, gdzie korzystała początkowo z samochodów Tiga, zanim konstruowała własne samochody. W późniejszych latach zespół startował także w 24-godzinnym wyścigu Le Mans, IMSA GT Championship oraz 24-godzinnym wyścigu Daytona.
W latach 90. zespół planował dołączyć do stawki Formuły 1. Plany te jednak nie doszły do skutku, a zespół wkrótce został zlikwidowany.

## Sukcesy zespołu
- World Sportscar Championship

1985 (C2) – Gordon Spice, Ray Bellm
1987 (C2) – Gordon Spice, Fermín Vélez
1988 (C2) – Gordon Spice, Ray Bellm
- 24h Le Mans

1985 (C2) – Spice-Tiga GC85 (Gordon Spice, Ray Bellm, Mark Galvin)
1987 (C2) – Spice SE86C (Gordon Spice, Fermín Vélez, Philippe de Henning)
1988 (C2) – Spice SE88C (Gordon Spice, Ray Bellm, Pierre de Thoisy)